# Leucocelis giannatellii
Leucocelis giannatellii är en skalbaggsart som beskrevs av Franz Antoine 2002. Leucocelis giannatellii ingår i släktet Leucocelis och familjen Cetoniidae. Inga underarter finns listade i Catalogue of Life.